# Exodus (muzička grupa)
Exodus je američki treš metal bend osnovan u Ričmondu u Kaliforniji 1979. godine. Ovaj bend prate brojne promene sastava grupe, dve prolongirane pauze, i smrt dvojice tadašnjih članova benda. Trenutni sastav benda čine gitariste Geri Holt i Li Altus, basista Džek Gibson, bubnjar Tom Hanting, i glavni vokalista Stiv „Zitro“ Suza. Hanting je jedan od originalnih članova grupe. Izašao je iz Exodus-a čak dva puta, jednom 1989. a drugi put 2004, no vratio se 2007. godine. Holt se pridružio bendu dve godine nakon osnivanja, i jedini je član Exodus-a koji se pojavljuje u svim izdanjima.
Od svog osnivanja pa do današnjeg dana, Exodus je izbacio deset studijskih albuma, dva lajv albuma,jednu kompilaciju albuma, i jedno ponovno snimanje prvog albuma. Zajedno sa grupama kao što su Metallica (čiji je dugogodišnji glavni gitarista Kirk Hamet bio jedan od originalnih članova Exodus-a), Possessed, Testament, Death Angel, Vio-Lence, Forbidden i Lȧȧz Rockit, predstavljaju pionire treš metal scene; i prodali su preko pet miliona albuma širom sveta. Exodus je na vrhuncu svoje karijere bio sredinom osamdesetih godina prošlog veka, kada je bend izbacio tri studijska albuma― „Bonded by Blood“ 1985, „Pleasures of the Flesh“ 1987, i „Fabulous Disaster“ 1989. godine. Album „Fabulous Disaster“ dobio je izvanredne kritike od velikih izdavača, uključujući Capitol Records, sa kojim su sarađivali 1989. godine. Nakon toga, bend izbacuje još dva studijska albuma, naime „Impact Is Imminent“ 1990. i „Force of Habit“ 1992. godine. Nakon ovolikog uspeha, bend se raspušta 1994.godine. Ponovo se ujedinjuju 2001, a pre toga povremeno nastupaju zajedno od 1997. do 1998. godine. Od ponovnog ujedinjenja 2001. godine, Exodus izbacuje još pet studijskih albuma, od kojih je najskorije izašao „Blood In, Blood Out“ 2014. godine. Bend trenutno radi na još jednom albumu, koji bi trebalo da izađe krajem 2019. ili početkom 2020. godine.

## Istorija

### Osnivanje i rane godine (1979–1983)
Prvenstveno su se u postavi benda, kasnih sedamdesetih, našli gitaristi Kirk Hamet i Tim Agnelo, bubnjar i vokalista Tom Hanting, i vokalista Kit Stjuart. Bendu se 1980. godine pridružio bas gitarista Karlton Melson, i tako je petočlani sastav počeo da svira po žurkama i školskim priredbama. Svirali su najčešće obrade hard rok pesama sedamdesetih i novog talasa britanskog hevi metala, ali su takođe napisali nekolicinu svojih pesama. Stjuart uskoro napušta bend, te Hanting postaje vokalni solista benda na neko vreme. Bas gitaristu Karltona Melsona 1981. godine zamenjuje Džof Endrus. Tim Agnelo takođe napušta grupu zbog odlaska u Njujork, ali ostaje u muzičkoj industriji kao gitarista,menadžer i tekstopisac. Zbog ovoga, Exodus nastupa kao trio dok se bendu ne priključuje Hemetov prijatelj Geri Holt.
Takođe, 1981. godine Hemet upoznaje Pola Bejlofa na kućnoj žurci, i tako se rađa prijateljstvo osnovano na divljenju pank roku i hevi metal muzici sedamdesetih. Bejlof postaje glavni vokalista benda, stoga su 1982. godine snimili kasetu sa tri pesme― „Whipping Queen“, „Death and Domination“, i „Warlord“. Ovo su jedine pesme koje je Hamet snimio sa njima. Bend je počeo da kombinuje elemente hardkor panka sa novim talasom britanskog hevi metala, pa je zbog toga Exodus postao pionir treš metal scene Zalivske oblasti u San Francisku. Te godine na festivalu u Old Valdorfu u San Francisku, Exodus svira kao predgrupa Metaliki- u to vreme relativno nepoznatom bendu iz Los Anđelesa. Kako je bend počeo da nastupa sve češće u klubovima Zalivske oblasti, rastao je i broj vatrenih fanova koji su bili prepoznatljivi po nasilnom ponašanju na koncertima.
Početkom 1983. godine, po preporuci menadžera i producenta Marka Vajtejkera, Hamet napušta Exodus kako bi se priključio Metaliki― na taj način Geri Holt preuzima odgovornost za bend. Umesto Hemeta, na kratko dolazi Majk Mong, pa i njega zamenjuje Evan Mekeski. Nakon ove dvojice, bend konačno nalazi stalnog gitaristu, Rika Hjunolta. Džof Edrus takođe napušta bend kako bi se priključio Possessed-u, prvom det metal bendu, te umesto njega dolazi bas gitarista Rob Mekilop.
U proleće 1984. godine, Exodus sklapa ugovor sa izdavačkom kućom Turk Street Studios i producentom Doug Pirsijem, kako bi snimili demo pesme koje bi se kasnije nalazile na njihovom debi albumu. Bend je sarađivao sa izdavačkom kućom Torrid Records, a na leto te godine je takođe sarađivao i sa Prairie Sun Recording Studios.

### „Bonded By Blood“ i sticanje popularnosti (1984–1991)
Na leto 1984. godine, sa producentom Markom Vajtejkerom, bend snima svoj prvi album- „Bonded by Blood“. Na omotaču albuma nalaze se slike iz 1984. godine sa Eastern Front Metal festivala (sa Slayer-om i Suicidal Tendencies) i koncerta Ruthie’s Inn u San Francisku (sa Slayer-om i Megadeth-om). Prvenstveno je naziv albuma glasio „A Lesson in Violence“ i izašao je tek u aprilu 1985. godine zbog poslovnih i kreativnih problema. Iako je „Bonded by Blood“ smatran za veoma uticajnim treš metal albumom danas, kritici navode da bi album bio još uticajniji da nije kasnio sa izlaskom. „Da je bio izbačen odmah nakon što je bio snimljen 1984. godine, ovaj album bi danas bio jednako popularan i uticajan za talas treš metala kao „Kill ’Em All“ od Metalike“, izjavio je recenzent za Allmusic, Edvardo Rivadavija. Exodus je promovisao album „Bonded by Blood“ tako što je išao na turneju sa Venom-om i Slayer-om. Četiri pesme sa njihovog nastupa 5. aprila 1985. godine u Studiju 54 u Njujorku, snimane su i izbačene pod nazivom „Combat Tour Live: The Ultimate Revenge“. Bend je nakon toga nastavio sa turnejom, i nastupao sa bendovima kao što su Exciter, Megadeth, Anthrax, King Diamond, Possessed, D.R.I., Nuclear Assault i Hirax.
Ubrzo nakon završetka turneje Bonded by Blood, Pol Bejlof je izbačen iz benda navodno zbog njegovog ponašanja prouzrokovanog prekomernim konzumiranjem alkohola i droge, i zamenio ga je Stiv „Zitro“ Suza, koji je prethodno bio vokalista benda Legacy (ranoj inkarnaciji benda Testament). Bejlof je nakon toga formirao bend Piranha 1987. godine.
Sastav benda Exodus je ostao isti tokom snimanja sledeća dva studijska albuma, i uspeh na podzemnoj sceni koji su stekli sa albumom „Bonded by Blood“ otvorio im je vrata da potpišu ugovor sa izdavačkom kućom Sony⁄Combat Records, koji je izbacio njihov drugi album― „Pleasures of the Flesh“ 1987. godine. Na albumu je kao inženjer zvuka radila tada nepoznata Silvija Mesi, koja je nastavila sa radom na dva albuma za progresivni rok bend Tool. Kako bi pomovisali novi album, „Pleasures of the Flesh“, bend je išao na turneju sa grupama Anthrax, Celtic Frost, M.O.D., Lȧȧz Rockit i .
Fabulous Disaster, Exodus-ov treći album, izbačen je 1989. godine. Spot pesme “The Toxic Waltz” vrteo se redovno na MTV-jevom muzičkom programu, nazvanom Headbangers Ball. Tokom promovisanja albuma “Fabulous Disaster”, Exodus je išao na turneju za Headbangers Ball zajedno sa grupama Anthrax i Helloween gde je bend stekao širu masu fanova.
Nakon upeha koji im je album “Fabulous Disaster” doneo, Exodus je sklopio ugovor sa izdavačkom kućom Capitol Records 1989. godine, te je naredne godine izbacio četvrti album, “Impact Is Imminent”. Pre nego što je bend počeo sa snimanjem albuma, Tom Hanting je napustio bend iz ličnih razloga; zamenio ga je novi bubnjar, Džon Tempesta. Bend je 1991. godine izbacio svoj prvi lajv album, “Good Friendly Violent Fun”, koji je bio sniman na turneji 1989. godine.

### „Force of Habit“, hiatus, i povremeno ujedinjenje (1991–2000)
Nakon što su izbacili album „Good Friendly Violent Fun“, krenuli su na turneju. Pre nego što su snimili i izbacili album po imenu „Force of Habit“ 1992. godine, bas gitaristu Mekilopa zamenio je Majkl Batler. „Force of Habit“ se razlikuje od prethodnih albuma po tome što sadrži nekoliko sporijih, „težih“ pesama u kojima naglasak nije toliko na aspekat treša kao što je to slučaj u prethodnim albumima. Jedanaestominutna pesma „Architect of Pain“, predstavlja pravi primer promene smera u kojem se njihova muzika kreće— ima mnogo usporeniji tempo i zvuči grublje, kada se uporedi sa prethodnim trešom bržeg tempa koji ih je doveo do slave. Nakon što se turneja za „Force of Habit“ završila, nastali su problemi u bendu koji su ih doveli do raspada.
Sredinom devedesetih, Holt i Hanting su oformisali gruv/treš bend Wardance. Nastupali su nekoliko puta širom Zalivske oblasti San Franciska, snimili su 4 demo pesme, no grupa nije opstala.
Holt i Hanting su se ponovo ujedinili sa Polom Bejlofom i Rikom Hanoltom uoči kratke turneje 1997. godine. Sastav je bio potpun sa basistom Wardance-a, Džekom Gibsonom. Exodus je izbacio lajv album „Another Lesson in Violence“ sniman u Trokadero Transferu pred domaćom publikom. Međutim, bend se opet raspao, delom zbog nesporazuma sa izdavačkom kućom Century Media zbog načina na koji se lajv album promovisao, i delom zbog finansijske prepreke u izbacivanju lajv snimka sa koncerta koji je već bio snimljen.

### Reformiranje, smrt Pola Bejlofa, i „Tempo of the Damned“ (2001–2004)
se ponovo sastavio 2001, ne menjajući sastav iz 1997. godine, kako bi nastupali na Čak Bilijevom humanitarnom koncertu pod nazivom Thrash of the Titans. Pričalo se o snimanju novog studijskog albuma, te je bend nastavio sa nastupima širom Zalivske oblasti San Franciska.
Međutim, 2. februara 2002. godine, Pol Bejlof iznenada umire od infarkta. Bivši vokalista Stiv Suza, vraćen je u bend kako bi se pozavršile obaveze koje su se ticale koncerata. Iako se činilo da Exodus ne bi uspeo nakon Bejlofove smrti, gitarista Geri Holt bio je odlučan u tome da se izbaci novi studijski album— što je rezultiralo albumom „Tempo of the Damned“ koji je izbačen 2004. godine uz pomoć izdavačke kuće Nuclear Blast Records. Čudna stvar koja se desila na snimanju jeste da je jedna pesma pod nazivom „Crime of the Century“ izbačena pod čudnim okolnostima. Pesma se tiče vremena kada je Exodus bio pod ugovorom sa izdavačkom kućom Century Media (sa kojom je izdavačka kuća Nuclear Blast sarađivala). Iako su javno poricali, širile su se glasine o tome da je izdavačka kuća Century Media uklonila pesmu sa albuma. Pesma „Crime of the Century“ zamenjena je pesmom „Impaler“— pesma koja je bila napisana u vreme kada je Kirk Hamet još uvek bio u bendu, i koja je bila već na lajv albumu „Another Lesson in Violence“.

### Zavada sa Stivom Suzom, novi članovi, i „Shovel Headed Kill Machine“ (2004–2006)
Stiv Suza ponovo napušta bend 2004. godine, zbog poslovnih i ličnih nesuglasica. Ovo je dovelo do svađe između Stiva Suze i Geri Holta, koji je bio veoma kritički nastrojen prema Suzi iznevši tvrdnju da je iznenada napustio bend tokom turneje, dan pred polazak na nastup u Meksiko Sitiju. Umesto njega, u Novom Meksiku nastupa bivši frontmen grupe Met Harvi, a na nastupima u Južnoj Americi Stiva zamenjuje Stiv Eskivel. Konačno, bend je pronašao stalnu zamenu, Roba Djuka.
Rik Hjunolt 2005. godine napušta bend kako bi se fokusirao na porodicu. Njega zamenjuje gitarista iz benda Heathen, Li Altus. Tom Hanting takođe napušta bend zbog problema sa nervima koji su ga udaljili od grupe još jednom pre toga, 1989. godine. Umesto Hantinga dolazi Pol Bostaf koji je prethodno svirao sa Slayer-om i Testament-om. Bend u ovakvom sastavu izbacio je album pod nazivom „Shovel Headed Kill Machine“ 2005. godine. Turneja za album pretvorila se u putovanje širom Sjedinjenih Američkih Država, Evrope, Japana i njihovo prvo gostovanje u Australiji.

### Povratak Toma Hantinga i „Exhibit“ albumi (2007–2013)
Marta 2007. godine, Tom Hanting se vraća i bend izbacuje osmi po redu studijski album pod nazivom „The Atrocity Exhibition... Exhibit A“. Na leto 2008. godine, nastupaju na Wacken Open Air festivalu. Aprila 2009. godine, Exodus zajedno sa bendovima Kreator, Belphegor, Warbringer i Epicurean, odlaze na turneju u Severnoj Americi. Nakon toga, Exodus ide na drugu turneju zajedno sa bendovima ,  i .
Exodus je pozajmio glas kupcima prodavnici kafe „Duncan Hills“ i petorici likova u crtanom filmu Metalokalipsa na kanalu Cartoon Network.
Bend je 2008. godine izbacio ponovno sniman debitni album „Bonded by Blood“ iz 1985. godine, preimenovan u „Let There Be Blood“. Geri Holt je izjavio sledeće o ponovnom snimanju debi albuma: „Nakon toliko godina planiranja i diskutovanja o ovome, konačno smo završili presnimavanje albuma „Bonded by Blood“. Odlučili smo da ga nazovemo „Let There Be Blood“, i na ovaj način smo odali počast Polu Bejlofu, pokažući koliko su ove pesme koje smo zajedno pisali relevantne. Ne pokušavamo da zamenimo originalni album; to je svakako nemoguće. Samo dajemo ovim pesmama benefit moderne produkcije. Ovo je nešto o čemu smo razgovarali i pre Polove smrti, i oduvek nam je bilo važno da to uradimo. Bili smo veoma uzbuđeni da uđemo u studio kako bismo ponovo snimili ove klasike, a sada se vraćamo pisanju za novo studijsko snimanje!“
Album „Exhibit B: The Human Condition“ sniman je u severnoj Kaliforniji sa britanskim producentom Endijem Snipom (koji je takođe sarađivao sa Megadeth-om, Arch Enemy-jem i Kreator-om) i izbačen je uz pomoć izdavačke kuće Nuclear Blast Records u maju 2010. godine. Januara 2010. godine bilo je najavljeno da će Exodus nastupati na Megadeth-ovoj dvadesetogodišnjici , Rust in Peace, zajedno sa Testament-om. Juna 2010. godine, Exodus se pojavio na naslovnoj strani časopisa „Decibel“, u kojem se našao i članak o bendu.
Zajedno sa grupama Kreator, Suicidal Angels i Death Angel, Exodus nastupa na turneji Thrashfest krajem 2010. godine, i takođe zajedno sa njima nastupa i na Wacken Open Air 2011. godine.
Exodus je 2011. godine išao na turneju sa grupama Slayer i Rob Zombie, a prvi koncert na toj turneji zvao se „Hell on Earth“. Geri Holt je tokom turneje menjao gitaristu grupe Slayer, Džefa Henemana, zbog toga što je Heneman bolovao od nekrotizirajućeg fasciitisa nakon što ga je ujeo pauk. Holt je takođe svirao umesto Henemana i na sledećoj turneji, na leto 2012. godine. Za to vreme, leta 2012. godine, dok je i Exodus bio na turneji, umesto Holta gitaru je svirao Rik Hjunolt koji je izašao iz grupe 2005. godine. Na toj istoj turneji je i gitarista grupe Cannibal Corpse Pet Obrajen svirao umesto Holta.
U areni Okland Metro Operahouse, 4. februara 2012. godine održan je memorijalni koncert pod nazivom „Paul Baloff Memorial Reunion Concert“. Sadašnji i bivši članovi benda Exodus okupili su se na ovom koncertu, među njima našli su se Kirk Hamet, Rik Hjunolt, Geri Holt, Džof Endrus, Li Altus, Rob Djuks, Tom Hanting i Džek Gibson. Bio je to prvi put da su nastupali zajedno još od 1983. godine. Bend je potvrdio dolazak na festivalima „Graspop Festival“ i „Hellfest“ održani juna 2012. godine. Pred leto 2012. godine, Exodus je vredno radio na stvaranju svog desetog studijskog albuma. Bend je 27. marta te godine najavio da će album biti izbačen na jesen 2014. godine.

### Povratak Stiva Suze, „Blood In, Blood Out“, i predstojeći jedanaesti studijski album (2014–danas)
je 8. juna 2014. godine najavio drugi po redu povratak vokaliste Stiva „Zitro“ Suze, koji je zamenio Roba Djuka nakon svog izlaska iz grupe. Suza je snimao vokale za novi album; ovo je bilo prvo snimanje sa bendom još od snimanja albuma „Tempo of the Damned“ 2004. godine. Exodus je 26. juna 2014. godine na oficijelnom sajtu najavio da će se novi album zvati „Blood In, Blood Out“ i da će biti izbačen 14. oktobra te godine. Album „Blood In, Blood Out“ dobijao je pozitivne kritike, te je završio 38. na listi Bilbord 200, čineći taj album najuspešnijim do tad. Gitarista grupe Heathen, Kregen Lam, je nekoliko puta menjao Holta na lajv nastupima s obzirom na to da je Holt nastupao i snimao sa grupom Slayer.
Bend je nastupao na festivalu „Australian Soundwave Festival“ 2015. godine, koji je trajao dva vikenda. Zajedno sa grupom Shattered Sun, Exodus je aprila i maja 2015. nastupao na turneji benda Testament, pod nazivom „“. Nakon toga, Exodus je išao na turneju širom Evrope u junu te godine, gde je bend dve noći nastupao u areni „The Underworld“ u Londonu.
Stiv Suza je juna 2016. godine najavio da će bend verovatno izbaciti novi studijski album krajem 2017. godine. No, maja 2017. godine u intervjuu za Metal Veni, Suza je izjavio da će Exodus početi sa snimanjem za album oktobra ili novembra 2017, te da će album biti izbačen marta 2018. godine. Bubnjar Tom Hanting dodao je „Trenutno samo strukturišemo pesme. Mislim da imamo oko 5-6 pesama za sada, a radimo i na ostalim pesmama― imamo neke delove tu i tamo.“ Suza je objasnio da ovaj album nije nastavak prethodnog albuma, „Blood In, Blood Out“, već kako je on to rekao „mnogo nabačenih pesama, ja mislim“, a na to je još dodao „doduše hevi, veoma jebeno hevi.“ U drugom intervjuu u avgustu, Suza je izjavio da je bend radio na svom novom albumu, ali da moraju da paze na raspored nastupa grupe Slayer, s obzirom na to da glava Exodus-a nastupa i sa njima. Takođe, izjavio je da bend počinje sa snimanjem negde u novembru, decembru odnosno januaru. U septembru, Hanting je izjavio za Metal Veni da je moguće da će na albumu izaći još jedna pesma u saradnji sa Kirkom Hametom, i da će se kao gost na albumu pojaviti i bivši gitarista benda, Rik Hjunolt. Hjunolt, Bostaf i Djuks pridružili su se bendu na bini na koncertu u avgustu te godine. Exodus je 29. septembra 2017. godine potvrdio da će nastupati na glavnoj bini na „Rockharz Open Air“ festivalu u Nemačkoj 2018. godine.
U intervjuu sa Džimijem Kejom za „The Metal Voice“ u Kanadi, januara 2018. godine, Holt je potvrdio da bend i dalje piše pesme za sledeći studijski album. Objasnio je, „Radim polako. Veoma sam ponosan na to. Hevi je, naravno. Teško je. Brutalno je. Ali je nešto novo― ovaj album je nešto sasvim novo.“ U intervjuu za Metal Insajder, februara 2018. godine Suza je izjavio da bi fanovi trebalo da sačekaju bar do kraja 2019. godine za novi studijski album, većim delom zbog Holtovog učešća u poslednjoj turneji za grupu Slayer. Tokom konferencije za štampu na letnjem festivalu „Hellfest“, Suza je izjavio da će novi album verovatno biti izbačen krajem 2019. ili početkom 2020. godine, i dodao je, „Obećavam vam sledeće― čuo sam pesme, jer ih je Holt pisao, i mogu vam reći da će novi Exodus biti veoma hevi i veoma nasilan.“
Exodus je u julu 2018. godine najavio da će od kraja novembra do polovine decembra predvoditi turneju pod nazivom „MTV Headbangers Ball European Tour“, zajedno sa bendovima ,  i .
Marta 2019. godine, izjavljeno je da će se Exodus pridružiti na poslednjem koncertu grupe Slayer na njihovoj poslednjoj turneji, u areni „L.A. Forum“ u Los Anđelesu, koji će se održati za doček 2020. godine, a nastupaće još i Anthrax, Testament, Sacred Reich i .

## Muzički stil, uticaji drugih bendova i uticaj na druge umetnike
predstavlja jedan od pionira treš metal žanra, koji je stekao mejnstrim popularnost osamdesetih i ranih devedestih godina prošlog veka. Takođe je poznat kao prvi treš metal na sceni Zalivske oblasti San Franciska, prethodivši Metaliki, bendu iz Los Anđelesa.
Bendovi koji su najviše uticali na stvaranje Exodus-a su AC⁄DC, Angel Witch, Black Sabbath, , , , , , , , , , , , , Thin Lizzy, Tygers of Pan Tang, UFO, Van Halen i .
Loudwire.com postavio je Exodus na 5. od 10 mesta na listi 10 najboljih treš metal bendova svih vremena, nazivajući ih „Originalnim kraljevima treš metal scene Zalivske oblasti“. Loudwire.com je o Exodus-u još rekao „Iako je njihov beskompromisni zvuk i neravnomerna proizvodnja u prošlim decenijama doprinela svetskoj dominaciji i velikom uspehu, bilo bi veoma teško uperiti prstom u bilo koji drugi bend, sem Slayer-a, možda, koji će zavioriti treš zastavom tako ponosito i mirno kao Exodus.“
Bilo je debatovano da li Exodus pripada ili ne u „Velikih pet“ treš metal bendova među kojima su Metallica, Megadeth, Slayer i Anthrax, zbog njihovog učešće u treš metal scenu ranih osamdesetih godina prošlog veka. VH1 izjavio je sledeće, „Pravi se velika fama oko „Velike četvorke“: Metallica, Megadeth, Slayer i Anthrax. Pravi ljubitelji znaju, doduše, da je „Velikih pet“ prava stvar, i da je Exodus bend koji upotpunjuje kvintet.“ Gitarista grupe Anthrax Skot Jan je takođe izjavio, „Ljudi stalno pričaju o „Velikoj četvorci“, ali je oduvek bila „Velika petorka“ jer je Exodus jednako bitan i jednako uticajan kao i ostali.“Dejv Mastejn, osnivač benda Megadeth, izjavio je u intervjuu 1990. godine da „Veliku četvorku“ čine Exodus, Slayer, Metallica i Megadeth, dodajući „Exodus je mnogo bolji bend― zaista volim Exodus. Geri Holt i Rik Hjunolt su izvanredni gitaristi. Sviđa mi se Skot Jan, ali svi ostali u tom bendu su pomalo dosadni. Mislim da ljubav prema disku nije nešto čime bi metal bend trebalo da se bavi, a taj tip je imao dovoljno smelosti da kaže da bi on i ja trebalo da sarađujemo! Došlo mi je da ga pitam šta on planira da radi! Da otvori prodavnicu disko mode?“ Zajedno sa Janom i Mastejnom, Holt se složio da bi Exodus trebalo da bude uključen u „Velikih pet“ treš metal scene jer „su oni bili na samom početku treš metala sa Metalikom početkom osamdesetih. Isto važi i za Megadeth jer je Mastejn bio član Metalike još od njihovog nastanka, i takođe je stvorio Megadeth.“ Frontmen Stiv „Zitro“ Suza izjavio je da mu ne smeta to što Exodus nije u „Velikoj četvorci“, „Čuo sam za taj termin i ne znači mi toliko. To nije prava istina. To su oni, i Overkill, Testament i Exodus. Možete takođe govoriti i o bendovima kao što su Kreator, Sodom i Destruction, ukoliko vas zanima. Ne smeta mi― Srećan sam tu gde sam.“

## Članovi benda
- Tom Hanting – bubnjevi (1980–1989, 1997–1998, 2001–2005, 2007–danas), glavni vokalista (1979–1981)
- Geri Holt – gitara, prateći vokal (1981–1993, 1997–1998, 2001–danas)
- Stiv „Zitro“ Suza – glavni vokalista (1986–1993, 2002–2004, 2014–danas)
- Džek Gibson – bas gitara, prateći vokal (1997–1998, 2001–danas)
- Li Altus – gitara (2005–danas)

## Diskografija
- (1985)
- (1987)
- (1989)
- (1990)
- (1992)
- (2004)
- (2005)
- (2007)
- (2010)
- (2014)
- (2021)

## Spoljašnje veze
- http://exodusattack.com
- https://myspace.com/exodus
- https://web.archive.org/web/20191207155203/http://www.metalfan.ro/interviuri/interviu-cu-gary-holt-exodus-3166.html